# Anterhynchium andreanum
Anterhynchium andreanum är en stekelart som först beskrevs av Henri Saussure 1890.  Anterhynchium andreanum ingår i släktet Anterhynchium och familjen Eumenidae. Utöver nominatformen finns också underarten A. a. discolor.